# Кэнди, Джон
Джон Франклин Кэ́нди (англ. John Franklin Candy; 31 октября 1950, Торонто — 4 марта 1994, Виктория-де-Дуранго) — канадский киноактёр, комедиант, сценарист и продюсер.
Получил большую известность как участник Торонтского филиала комедийного импровизационного проекта The Second City и его телевизионных серий Second City Television, а также как киноактёр, снявшийся в ролях как первого, так и второго плана. Его наиболее знаменитыми ролями в кино стали болтливый коммивояжёр Дел Гриффит в комедии «Самолётом, поездом и автомобилем», заглавный герой в ленте «Дядюшка Бак», музыкант Гас Полински в комедии «Один дома» и шериф Бад Бумер в сатире «Канадский бекон».

## Биография

### Ранние годы и карьера (1950—1980)
Джон Франклин Кэнди родился в Канаде, в небольшом городке Ньюмаркет недалеко от Торонто, Онтарио, в семье Сидни Джеймса Кэнди и его жены Евангелины Акер, представителей рабочего класса, римско-католического вероисповедания. Бабушка Юзефа Стефанюк и дед Франк Майкл Акер (родители матери Джона) имели польские корни и были иммигрантами из восточной Европы.
Джон обучался журналистике в колледже Centennial и в университете McMaster, но на сцене стал выступать ещё в составе детского театра. Его первой работой в кино была небольшая роль в фильме «Класс 44-го», снятом в 1973 году, а в течение 1970-х годов Джон снялся ещё в нескольких малобюджетных фильмах, включая триллер «Молчаливый партнёр» об ограблении банка. В 1976 году Джон снимался во вспомогательной роли в непродолжительном ночном телевизионном ток-шоу «90 Minutes Live». В том же году он получил широкую известность на североамериканском континенте благодаря своему участию в проекте «The Second City», где он являлся членом Торонтского отделения. В этом проекте он работал в жанре сатиры, что и стало началом его комедийной карьеры, а также зародило его многолетнее и плодотворное сотрудничество с Дэном Эйкройдом и рядом других комиков, с которыми активно сотрудничал в дальнейшем.

### 1980-е годы
В 80-х Джон активно участвовал в телепередачах Second City Television, где среди запоминающихся персонажей, сыгранных им, были как разнообразные вымышленные герои, так и пародии на реальных людей: актёров, политиков, и прочих знаменитостей. В это же время он начал чаще сниматься в кино: ещё в 1979 году Джон снялся в небольшой роли в известном комедийном фильме «1941» Стивена Спилберга, затем в 1980 году — в комедийном мюзикле «Братья Блюз» с Джоном Белуши, а ещё через год, в 1981-м, снялся в комедийном фильме «Добровольцы поневоле». В 1983 году Джон снялся в небольшой роли в фильме «Каникулы», при этом продолжая участвовать в телевизионных шоу, включая и Second City Television. В том же 1983-м Джон снялся в фильме «Вояки», а также участвовал в кинопробах на роль в фильме «Охотники за привидениями», который вышел на экраны годом позже. В 1984 году Джон снялся в фильме «Всплеск» с Томом Хэнксом, сыграв роль брата главного персонажа, которого играл Том. Эта роль считается очень значимой в кинокарьере Джона Кэнди, с неё начался период его съёмок на более весомых ролях.
Во второй половине 1980-х Джон чаще снимался в неординарных фильмах, включая даже озвучивание «говорящей лошади» в комедийном фильме «Удачное наследство» 1988 года. Продолжая сниматься во второплановых ролях, Джон всё чаще получает основные роли в паре с главными героями, например в фильмах «Волонтёры» (1985), «Миллионы Брюстера» (1985), в котором выступил в дуэте с Ричардом Прайором и успешно исполнил главную роль в фильме «Летний домик напрокат», «Вооружён и опасен» (1986), «Самолётом, поездом и автомобилем» (1987), «На лоне природы» (1988), «Кто такой Гарри Крамб?» (1989) и в одном из самых известных его фильмов «Дядюшка Бак» (1989).

### Последние годы жизни (1990—1994)
В начале 1990-х карьера Джона Кэнди пошла на спад после нескольких неудачных ролей в кино, включая фильм «Одни неприятности» (1991), где он сыграл роль женщины, за которую был номинирован на приз «Золотая малина» как «худшая актриса второго плана». Неудачным фильмом также стал «В бреду» (1991). Но в то же время вполне успешными стали фильмы «Однажды преступив закон» (1992), «Один дома» (1990), «Новичок года» (1993), «Крутые виражи» (1993) и мультфильм «Спасатели в Австралии» (1990).
Джон попытался исправить неудачи путём расширения круга жанров и амплуа, в основном добавив больше драматических ролей. В 1991 году он снялся сразу в двух драматических фильмах: «Поймёт лишь одинокий» и в исторической драме Оливера Стоуна «Джон Ф. Кеннеди. Выстрелы в Далласе», в котором он сыграл роль недобросовестного адвоката Дина Эндрюса Младшего в весьма необычной, неординарной актёрской манере.
В 1991 году Джон Кэнди, Брюс МакНалл и Уэйн Гретцки стали владельцами спортивной команды «Торонто Аргонавтс», играющей в канадский футбол. Приобретение спортивной команды тремя знаменитостями привлекло большое внимание прессы и публики. Тройка новых владельцев потратила много денег на «раскрутку» команды, включая спорные контракты с сомнительным потенциалом на приобретение новых игроков, как, например, нападающий Рахиб Исмаил. И тем не менее, «Торонто Аргонавтс» выиграли 79-й Кубок Грея в 1991 году.
Актер умер 4 марта 1994 года в Мексике, где проходили съёмки фильма «Караван на восток» (Wagons East, 1994). Незадолго до смерти Джон позвонил своим друзьям, включая спортивного комиссара и политика Ларри Смита, и сообщил о том, что он уволил членов команды «Торонто Аргонавтс» и выставил её на продажу. Джон Кэнди скончался во сне от инфаркта в возрасте 43 лет, вскрытие произведено не было. В последние годы у актёра из-за лишнего веса были проблемы со здоровьем.

## Наследие

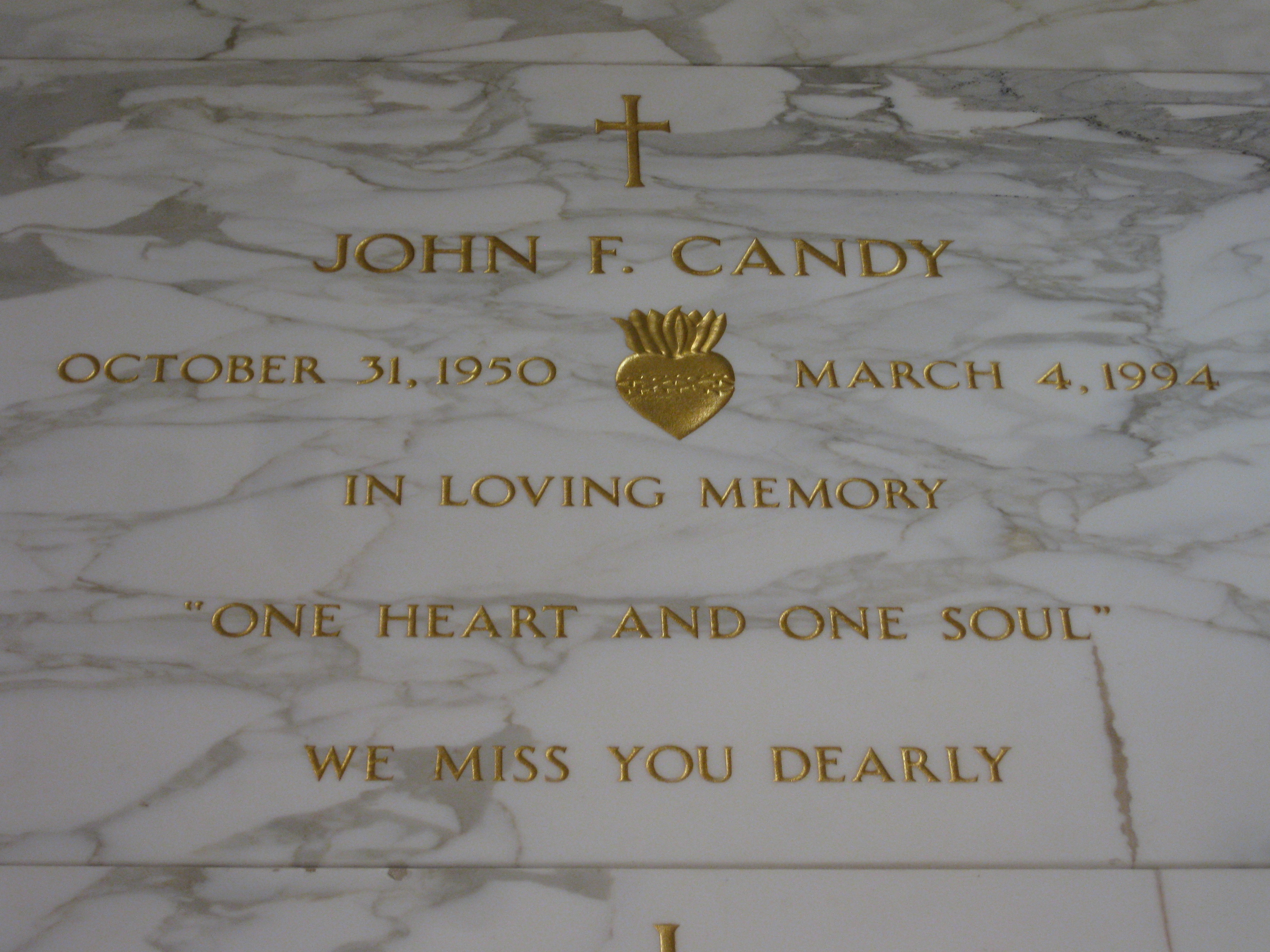
Могила Джона Кэнди на Кладбище Святого креста

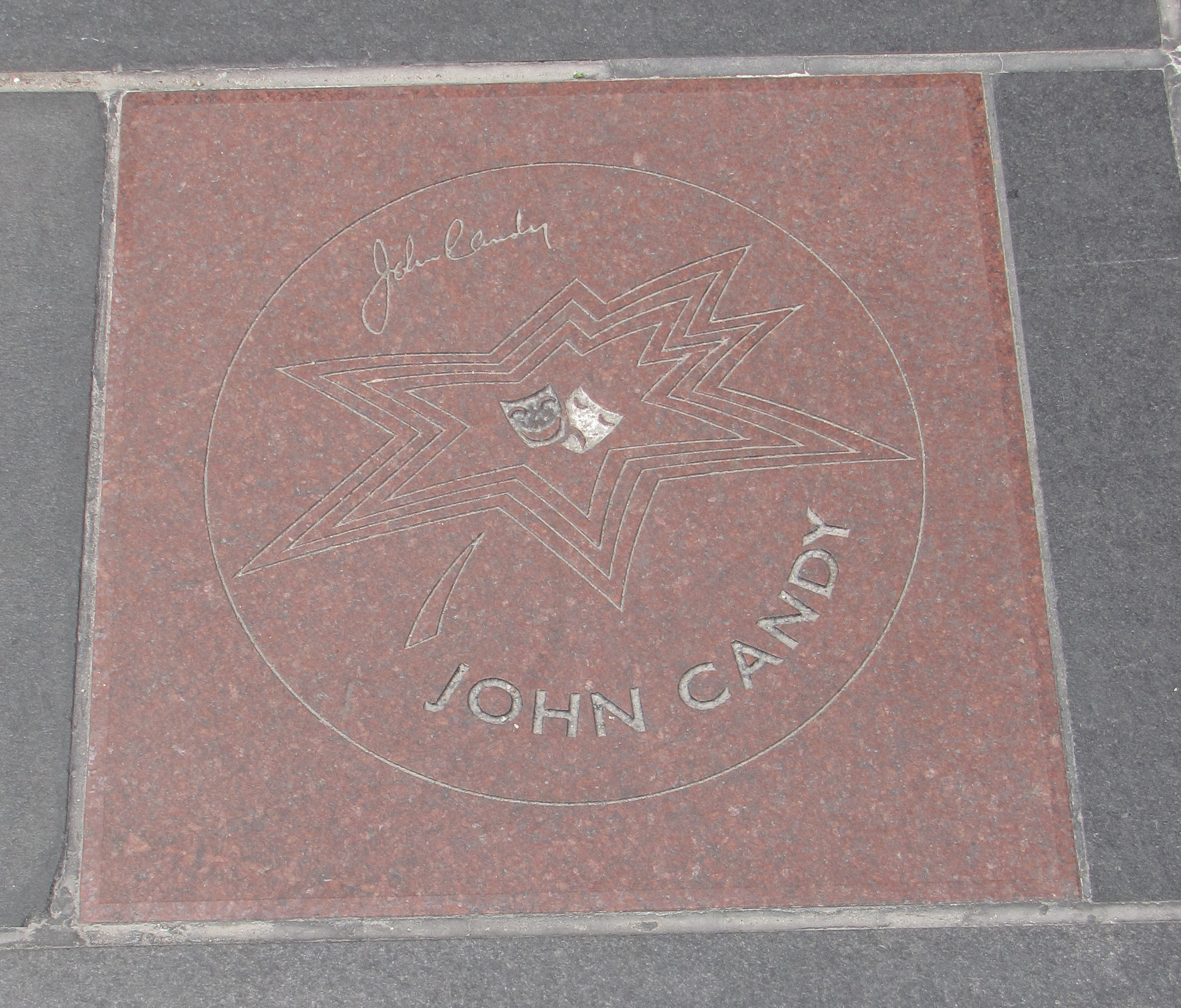
Звезда Джона Кэнди на Канадской Аллее cлавы

Похороны состоялись в католической церкви Св. Мартина.
Джон Кэнди похоронен в Калвер-Сити на Кладбище Святого креста.
18 марта 1994 года поминальная служба была транслирована по всей Канаде телекомпанией The Second City, в которой Джон Кэнди начал свою сценическую карьеру.
Последний законченный фильм Джона Кэнди «Канадский бекон» был выпущен через год после его смерти. Он также записал голос для озвучивания фильма «Магическая семёрка» ещё в начале 1990-х, но из-за трудностей с анимационными эффектами выпуск фильма был сильно задержан и фильм пролежал «на полке» многие годы, выйдя в свет лишь в 2009 году.
Джон Кэнди увековечен на Канадской Аллее славы. В мае 2006 года он стал одним из первых четырёх деятелей сценического искусства, когда-либо удостоенных чести быть изображёнными на почтовой марке Канады, выпущенной канадской почтовой службой.
Фильм «Братья Блюз 2000» посвящён 3 людям, сыгравшим вспомогательные роли в первом выпуске фильма «Братья Блюз» в 1980 году, одним из которых был Джон Кэнди.
95-й Кубок Грея в 2007 году был посвящён Джону Кэнди благодаря стараниям его друга Дэна Эйкройда.
Рок-группа «Ween» посвятила Джону Кэнди свой альбом «Шоколад и сыр» 1994 года.
Римско-католическая средняя школа имени Нила Макнила, находящаяся в районе Скарборо в городе Торонто, Канада, имеет студию изобразительного искусства имени Джона Кэнди. Будучи одним из наиболее знаменитых выпускников школы, Джон однажды сказал: «Основы моего успеха были заложены на принципах и жизненных ценностях, которым меня научили в этой школе, включая понятия дисциплины и взаимоуважения».
Кэнди был женат на Розмари Хобор (Rosemary Hobor), у них двое детей: дочь Дженнифер (Jennifer) и сын Кристофер (Christopher). Дженнифер стала актрисой и телевизионным продюсером, успешно курируя телевизионные серии «Королева выпускного бала» и «У Сэма 7 друзей».
Живущий на Марсе землянин Гриббл из мультфильма «Тайна красной планеты» создан по образу Джона Кэнди.

## Фильмография
| Год       |    | Русское название                            | Оригинальное название                                    | Роль                                    |
| --------- | -- | ------------------------------------------- | -------------------------------------------------------- | --------------------------------------- |
| 1972      | с  | Огурец                                      | Cucumber                                                 | метеоролог                              |
| 1973      | ф  | Класс 44-го                                 | Class of ’44                                             | Поль                                    |
| 1974      | с  | —                                           | The ABC Afternoon Playbreak                              | второй сын                              |
| 1974      | с  | —                                           | Dr. Zonk and the Zunkins                                 | н/д                                     |
| 1974—1975 | с  | Доктор Саймон Лок                           | Dr. Simon Locke                                          | Ричи Бек / Рамон                        |
| 1975      | ф  | Это казалось тогда хорошей идеей            | It Seemed Like a Good Idea at the Time                   | Копек                                   |
| 1976      | ф  | Туннелевидение                              | Tunnel Vision                                            | Купер                                   |
| 1976      | с  | —                                           | 90 Minutes Live                                          | разные персонажи                        |
| 1976      | ф  | Кровавая шутка                              | The Clown Murders                                        | Олли                                    |
| 1976      | ф  | Найти девушку                               | Find the Lady                                            | Копек                                   |
| 1976—1977 | с  | —                                           | Coming Up Rosie                                          | Уолли                                   |
| 1976—1977 | с  | Шоу Дэвида Стайнберга                       | The David Steinberg Show                                 | Спайдер Райхман                         |
| 1976—1979 | с  | Секонд Сити ТВ                              | Second City TV                                           | Джонни Лару / разные персонажи          |
| 1977      | с  | —                                           | King of Kensington                                       | бандит                                  |
| 1978      | ф  | Молчаливый партнер                          | The Silent Partner                                       | Симонсен                                |
| 1979      | ф  | Найти и потерять                            | Lost and Found                                           | Карпентьер                              |
| 1979      | ф  | Тысяча девятьсот сорок первый               | 1941                                                     | рядовой Фоли                            |
| 1980      | тф | Мужество Кейвика, собака-волк               | The Courage of Kavik, the Wolf Dog                       | Пинки                                   |
| 1980      | ф  | Двойной негатив                             | Double Negative                                          | Джон                                    |
| 1980      | ф  | Братья Блюз                                 | The Blues Brothers                                       | Бертон Мерсер                           |
| 1981      | с  | —                                           | Tales of the Klondike                                    | Ханс Нельсон                            |
| 1981      | ф  | Добровольцы поневоле                        | Stripes                                                  | Окс                                     |
| 1981      | мф | Тяжёлый металл                              | Heavy Metal                                              | дежурный сержант / Дэн / робот          |
| 1981      | с  | Субботним вечером в прямом эфире            | Saturday Night Live                                      | Хуан Гавино                             |
| 1981—1983 | с  | ССТВ Нетворк 90                             | SCTV Network 90                                          | Джонни Лару / Зонтар / разные персонажи |
| 1983      | ф  | Каникулы                                    | National Lampoon’s Vacation                              | охранник парка Ласки                    |
| 1983      | ф  | Вояки                                       | Going Berserk                                            | Джон Бургундец                          |
| 1983      | с  | Канал ССТВ                                  | SCTV Channel                                             | разные персонажи                        |
| 1984      | с  | —                                           | The New Show                                             | разные персонажи                        |
| 1984      | ф  | Всплеск                                     | Splash                                                   | Фредди Бауэр                            |
| 1985      | тф | Последняя полька                            | The Last Polka                                           | Йош Шменге / Па Шменге                  |
| 1985      | ф  | Миллионы Брюстера                           | Brewster’s Millions                                      | Спайк Нолан                             |
| 1985      | ф  | Улица Сезам представляет: Иди за той птицей | Sesame Street Presents Follow That Bird                  | солдат                                  |
| 1985      | ф  | Лето напрокат                               | Summer Rental                                            | Джек Честер                             |
| 1985      | ф  | Волонтёры                                   | Volunteers                                               | Том Таттл                               |
| 1985      | тф | Канадский заговор                           | The Canadian Conspiracy                                  | разные персонажи                        |
| 1986      | тф | —                                           | Dave Thomas: The Incredible Time Travels of Henry Osgood | Уоллас Осгуд                            |
| 1986      | ф  | Вооружён и опасен                           | Armed And Dangerous                                      | Фрэнк Дули                              |
| 1986      | ф  | Магазинчик ужасов                           | Little Shop Of Horrors                                   | Уинк Уилкинсон                          |
| 1987      | тф | По-настоящему странные истории              | Really Weird Tales                                       | Ховард Дженсен                          |
| 1987      | ф  | Космические яйца                            | Spaceballs                                               | Барф                                    |
| 1987      | ф  | Самолётом, поездом и автомобилем            | Planes, Trains and Automobiles                           | Дел Гриффит                             |
| 1988      | ф  | У неё будет ребёнок                         | She’s Having A Baby                                      | Чет                                     |
| 1988      | тф | —                                           | Sesame Street, Special                                   | Йош Шменге                              |
| 1988      | ф  | На лоне природы                             | The Great Outdoors                                       | Чет Рипли                               |
| 1988      | ф  | Удачное наследство                          | Hot to Trot                                              | Дон                                     |
| 1989      | ф  | Кто такой Гарри Крамб?                      | Who’s Harry Crumb?                                       | Гарри Крамб                             |
| 1989      | ф  | Зона скорости                               | Speed Zone                                               | Чарли Кронан                            |
| 1989      | ф  | Дядюшка Бак                                 | Uncle Buck                                               | Бак Расселл                             |
| 1989      | тф | Мальчик-ракета                              | The Rocket Boy                                           | Ястреб                                  |
| 1990      | с  | —                                           | The Dave Thomas Comedy Show                              | н/д                                     |
| 1990      | ф  | Мастера угрозы                              | Masters of Menace                                        | водитель пивного грузовика              |
| 1990      | ф  | Один дома                                   | Home Alone                                               | Гас Полински                            |
| 1990      | мф | Спасатели в Австралии                       | The Rescuers Down Under                                  | Уилбур                                  |
| 1991      | ф  | Одни неприятности                           | Nothing But Trouble                                      | Деннис / Элдона                         |
| 1991      | ф  | Как сделать карьеру                         | Career Opportunities                                     | Си Ди Марш                              |
| 1991      | ф  | Поймёт лишь одинокий                        | Only The Lonely                                          | Дэнни Мулдун                            |
| 1991      | ф  | В бреду                                     | Delirious                                                | Джек Гейбл                              |
| 1991      | ф  | Джон Ф. Кеннеди. Выстрелы в Далласе         | JFK                                                      | Дин Эндрюс                              |
| 1992      | ф  | Однажды преступив закон                     | Once Upon a Crime                                        | Оги Мороско                             |
| 1992      | тф | Борис и Наташа                              | Boris and Natasha                                        | Калишак                                 |
| 1989      | тф | Мальчик-ракета                              | The Rocket Boy                                           | Ястреб                                  |
| 1992      | мс | Ночные истории Шелли Дюваль                 | Shelley Duvall’s Bedtime Stories                         | рассказчик                              |
| 1993      | ф  | Новичок года                                | Rookie of the Year                                       | Клифф Мердок                            |
| 1993      | ф  | Крутые виражи                               | Cool Runnings                                            | Ирв                                     |
| 1993      | ф  | День сурка                                  | Groundhog Day                                            | эпизод                                  |
| 1994      | тф | Заложник на день                            | Hostage for a Day                                        | Юрий Петрович                           |
| 1994      | ф  | Караван на восток                           | Wagons East!                                             | Джеймс Харлоу                           |
| 1995      | ф  | Канадский бекон                             | Canadian Bacon                                           | шериф Бад Бумер                         |
| 2009      | мф | Магическая семёрка                          | The Magic 7                                              | Сэм «Дымовая труба»                     |